# 前膛火器

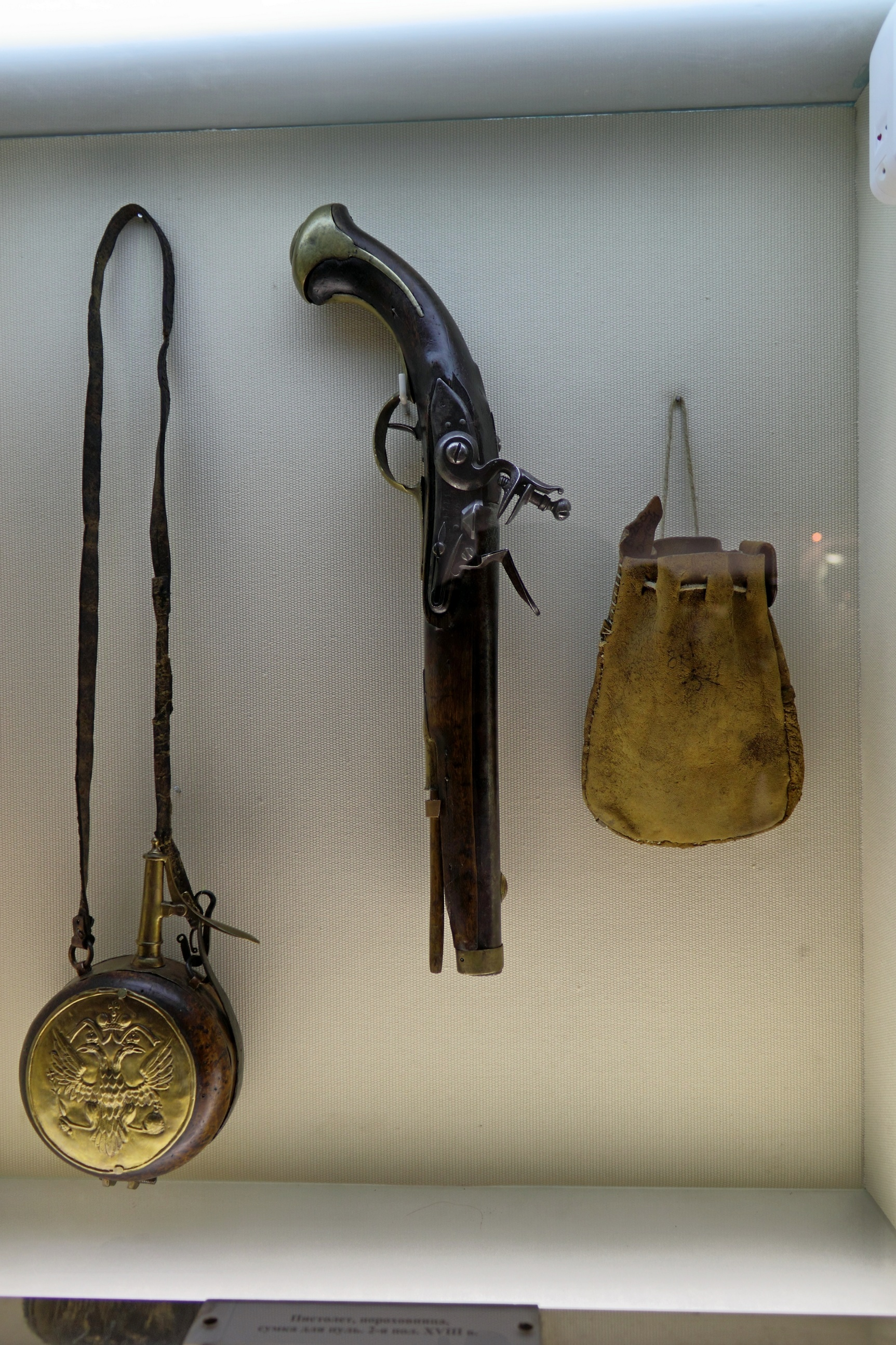
18世纪时的前膛燧发手枪

前膛装填枪械，又称为前膛枪或前装枪（英語：muzzleloader），是指从枪管前端的枪口将弹药装入枪膛的枪械，现已很少见。前膛枪可按是否有膛线而分为滑膛（smoothbore）与线膛（rifled）两类。
几乎所有的前膛枪都是单发枪械，需要将弹药从前方装入后，再从后方点燃装药进行击发。最早的前膛枪以火绳点燃火药，称为火绳枪。16世纪初出现了以钢轮摩擦燧石发火的簧轮枪，但不久法国人发现了燧发枪并统治枪械界达两百余年。19世纪初，才出现了更先进的以击锤撞击雷汞火帽点火的雷管枪。
因为前膛枪每次射击后必须将枪械竖立才能再次装弹，射速很慢、不利于射手隐蔽、亦不方便擦拭，所以在19世纪中叶以后逐渐被后膛枪（breechloader）所取代。现代的前膛枪已很少见，仅用于部分怀旧狩猎枪、信号枪等。迫击炮和部份火箭筒（如RPG-7）是现代唯一还维持军用的前装火器。